# Aqueduc de la Vanne

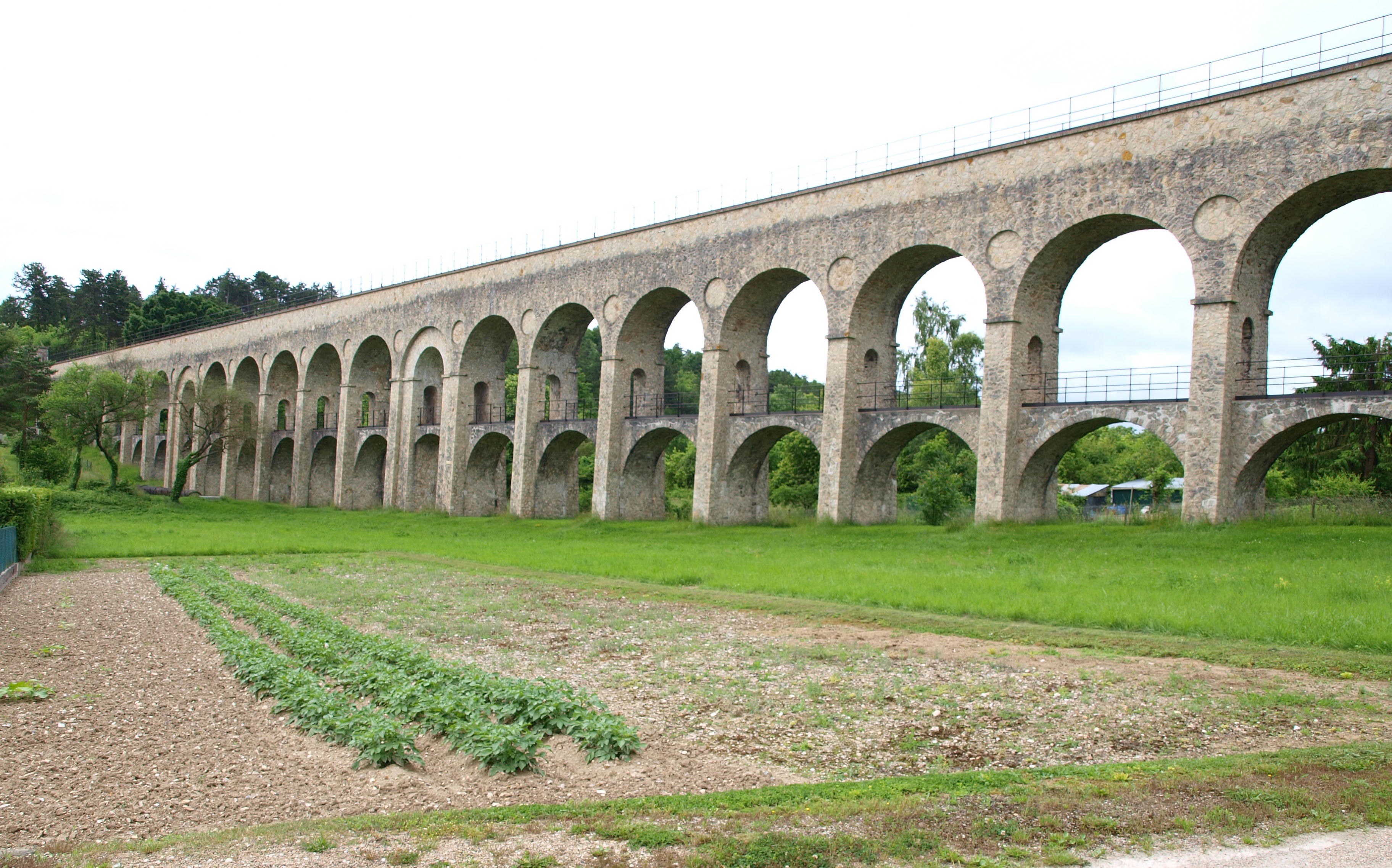
Aqueduc de la Vanne in Pont-sur-Yonne

Der Aqueduc de la Vanne ist eine rund 156 km lange Wasserleitung vom Département Yonne in der Region Bourgogne-Franche-Comté nach Paris.
Der in den Jahren 1866 bis 1874 angelegte Aqueduc de la Vanne war (nach der Aqueduc de la Dhuis) die zweite Leitung zur Verbesserung der Wasserversorgung von Paris, die Eugène Belgrand auf Veranlassung von Georges-Eugène Haussmann im Rahmen der von Napoléon III. gewünschten Stadterneuerung bauen ließ.

## Beschreibung
Die Wasserleitung ist nach dem Fluss Vanne benannt, wo sie ihren Ausgang nimmt. Sie beginnt im Bereich des Dorfes Flacy (), wo in der leicht gewellten Landschaft an der Vanne verschiedene Quellen gefasst wurden, die Sources Hautes (Hohe Quellen) genannt werden zur Unterscheidung von den Sources Basses (Niedrige Quellen) einige Kilometer flussabwärts. Später wurde die Leitung durch den Aqueduc d’Armentiéres () um rund 4 Kilometer nach Osten verlängert.

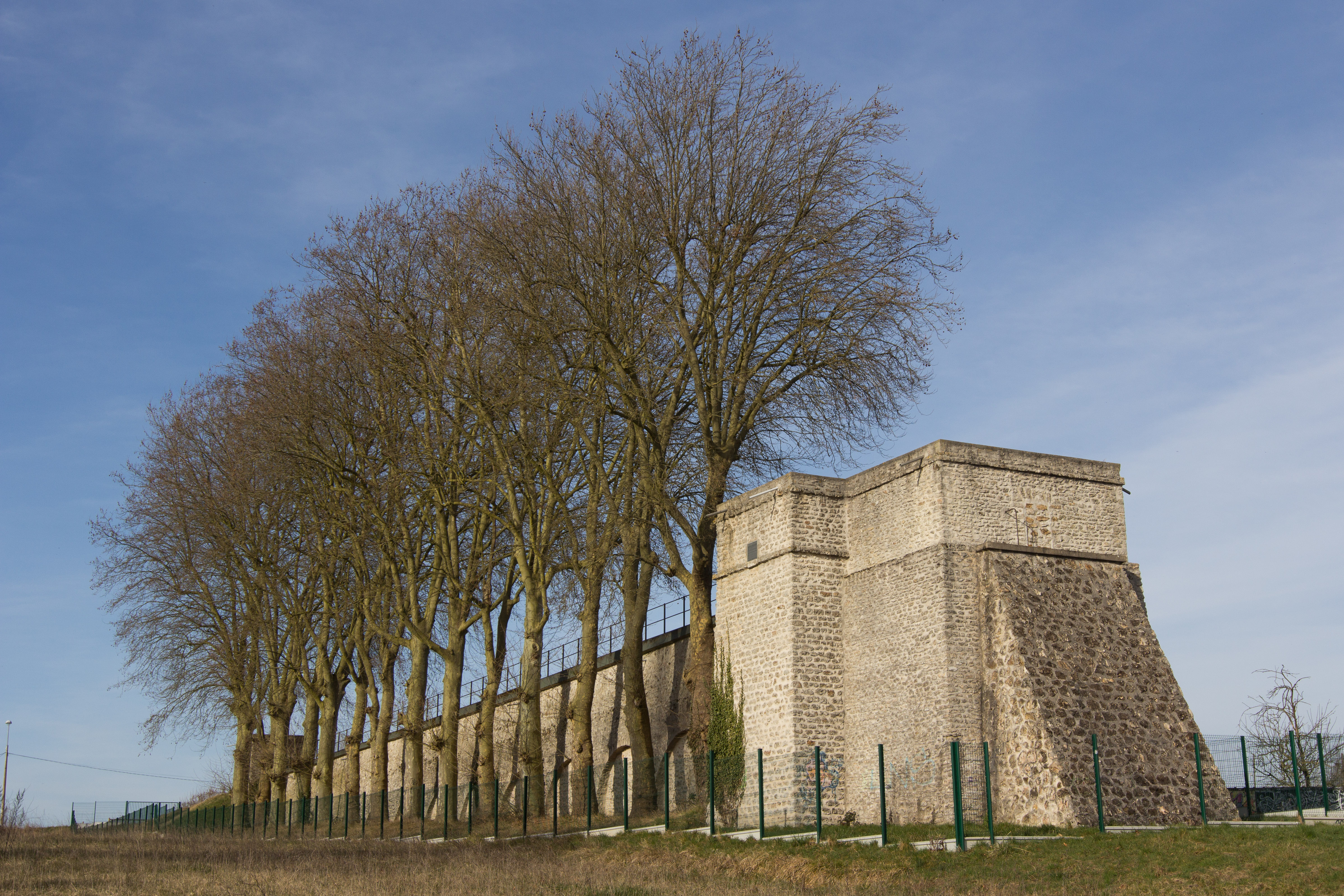
Einlaufbauwerk bei Villabé

Die Wasserleitung verläuft im Allgemeinen unterirdisch als Freispiegelleitung in Rohren zwischen 1,80 m und 2,10 m Durchmesser. Vertiefungen im Gelände und Straßen werden durch insgesamt 21,5 km Düker gequert. Die Düker sind meist durch Einlauftürme markiert, die durch eine Bogenreihe mit  dem Gelände verbunden sind. Große Brückenbauwerke überqueren die Yonne bei Villeperrot (), den Loing bei Moret-sur-Loing (), durchqueren den Wald von Fontainebleau ( und ) und schließlich das Tal der Bievre mit dem Pont-aqueduc d’Arcueil ().

Pont-aqueduc d’Arcueil bei Paris

Die Leitung endete im Réservoir de Montsouris in Paris (), seit 1969 jedoch im neu angelegten Réservoir de l’Haÿ-les-Roses (Val-de-Marne) ().

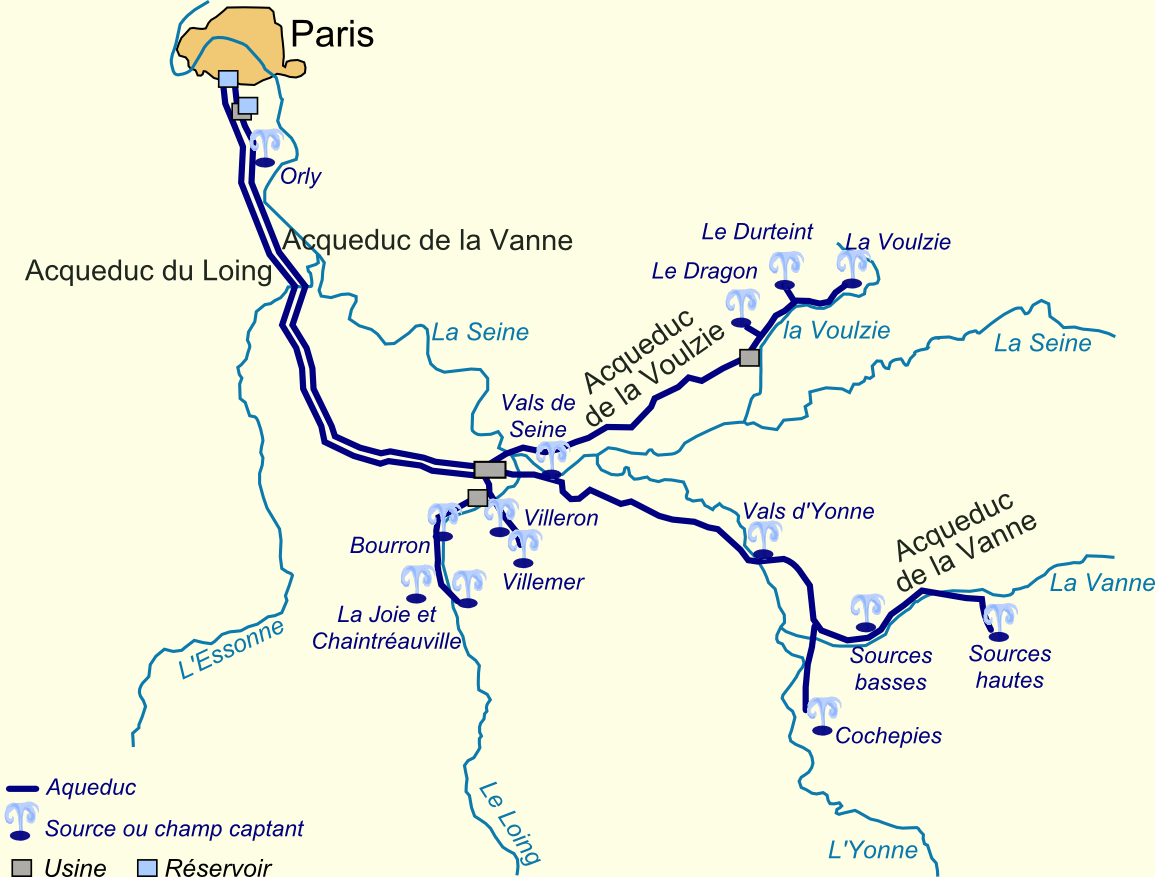
Lageplan des Aqueduc de la Vanne

Nach dem Tod von Eugène Belgrand wurde das Aqueduc de la Vanne ergänzt durch das zwischen 1897 und 1900 erbaute Aqueduc du Loing, das wiederum durch die beiden im 20. Jahrhundert erbauten Aqueducs de la Voulzie und du Lunain erweitert wurde.  
Die Leitung hat ein Gefälle von durchschnittlich 13 cm/km, was ausreicht, um das Wasser allein durch die Schwerkraft fließen zu lassen. Die maximale Durchflussmenge beträgt 145.000 m³/Tag.
Für den Bau wurden die örtlich vorhandenen Materialien verwendet. Die oberirdischen Bauwerke sind daher meist aus Bruchsteinmauerwerk, leglich die beiden Brücken in Villeperrot und Moret-sur-Loing sind aus Stampfbeton und gehören damit zu den ersten Brücken dieser Art. Der Pont-aqueduc d’Arcueil bei Paris wurde aus Bruchsteinmauerwerk auf den Bögen des Aqueduc Médicis errichtet.
Der Aqueduc de la Vanne wird von Eau de Paris, den Pariser Wasserwerken betrieben.